# Pternopetalum yiliangense
Pternopetalum yiliangense är en flockblommig växtart som beskrevs av R.H.Shan och F.T.Pu. Pternopetalum yiliangense ingår i släktet Pternopetalum och familjen flockblommiga växter. Inga underarter finns listade i Catalogue of Life.